# Tek na dolge proge
Tek na dolge proge je tekaška disciplina kjer so teki daljši od 5000 m in krajši od 10000 m.

## Dolžine

### 5000 m
Rekordi
|        | Ime               | čas      | kraj     | datum          |
| ------ | ----------------- | -------- | -------- | -------------- |
| Moški  | Kenenisa Bekele   | 12:37.35 |          | 2004           |
| Ženske | Elvan Abeylegesse | 14:24.68 | Norveška | 11. junij 2004 |

### 10000 m
Rekordi
|        | Ime             | čas      | kraj      | datum           |
| ------ | --------------- | -------- | --------- | --------------- |
| Moški  | Kenenisa Bekele | 26:17.53 | Bruxelles | 26. avgust 2005 |
| Ženske | Wang Junxia     | 29:31.78 |           | 1993            |